# Marathon van Wenen 2014
De marathon in Wenen 2014 werd gehouden op zaterdag 13 april 2014	in Wenen. Het was de 31e editie van deze marathon. 
Bij de mannen werd de marathon met ruime voorsprong gewonnen door de Ethiopiër Getu Feleke in 2:05.41. Bij de vrouwen was Anna Hahner uit Duitsland het snelste; zij won de wedstrijd in 2:28.59. Ze had een kleine halve minuut voorsprong op Caroline Chepkwony, die vooraf als favoriete voor de eindoverwinning was aangewezen.
In totaal finishten er 6.347 marathonlopers, waarvan 5.187 mannen en 1.160 vrouwen.

## Wedstrijd
Mannen
| rang   | naam                | land | tijd    |
| ------ | ------------------- | ---- | ------- |
| Goud   | Getu Feleke         | ETH  | 2:05.41 |
| Zilver | Alfred Kering       | KEN  | 2:08.28 |
| Brons  | Philip Sanga        | KEN  | 2:08.58 |
| 4      | Duncan Koech        | KEN  | 2:09.17 |
| 5      | Oleksandr Sitovskyy | UKR  | 2:10.44 |
| 6      | Ryo Yamamoto        | JPN  | 2:10.59 |
| 7      | Aleksey Reunkov     | RUS  | 2:11.08 |
| 8      | Wilfre Kirwa-Kigen  | KEN  | 2:11.42 |
| 9      | Felix Kiprotich     | KEN  | 2:14.18 |
| 10     | Samm Kiprop-Kiptoo  | KEN  | 2:14.41 |

Vrouwen
| rang   | naam                | land | tijd     |
| ------ | ------------------- | ---- | -------- |
| Goud   | Anna Hahner         | GER  | 2:28.59  |
| Zilver | Caroline Chepkwony  | KEN  | 2:29.18  |
| Brons  | Marta Lema          | ETH  | 2:31.10  |
| 4      | Alice Chelangat     | KEN  | 2:32.46  |
| 5      | Olga Glok           | RUS  | 2:33.23  |
| 6      | O. Kalenarova-Ochal | POL  | 2:34.19  |
| 7      | Mai Ito             | JPN  | 2:35.15  |
| 8      | Karin Freitag       | AUT  | 02:52.01 |
| 9      | Silke Würglauer     | AUT  | 3:00.37  |
| 10     | Åslaug-Gol Kaardal  | NOR  | 3:03.15  |

1984 ·
1985 ·
1986 ·
1987 ·
1988 ·
1989 ·
1990 ·
1991 ·
1992 ·
1993 ·
1994 ·
1995 ·
1996 ·
1997 ·
1998 ·
1999 ·
2000 ·
2001 ·
2002 ·
2003 ·
2004 ·
2005 ·
2006 ·
2007 ·
2008 ·
2009 ·
2010 ·
2011 · 
2012 ·
2013 ·
2014 ·
2015 ·
2016 ·
2017 ·
2018 ·
2019 ·
2020 ·
2021 ·
2022 ·
2023 ·
2024